# San Marino
San Marino, có tên đầy đủ là Cộng hòa Đại bình yên San Marino (tiếng Ý: Serenissima Repubblica di San Marino), là một trong những nước nhỏ nhất trên thế giới, nằm ở Châu Âu, và hoàn toàn nằm trong lãnh thổ nước Ý cùng với Vatican.

## Lịch sử
Theo truyền thuyết, San Marino được thành lập vào thế kỷ IV bởi một người thợ khắc đá Công giáo tên là Marinus từ vùng Dalmatia đến đây lánh nạn tránh cuộc truy lùng, bách hại đạo dưới triều Hoàng đế Diocletianus. Nền độc lập của San Marino được Giáo hoàng Urbanô VIII thừa nhận năm 1631. Có lẽ đây là một trong những quốc gia cộng hòa độc lập lâu đời nhất trên thế giới.
Năm 1862, San Marino và Ý ký hiệp ước thuế quan và hiệp ước hữu nghị, hiệp ước được ký kết lại theo định kì. San Marino tuyên chiến với Đức trong Thế chiến thứ nhất, nhưng lại cố gắng duy trì tính trung lập trong Thế chiến thứ hai. San Marino gia nhập Liên Hợp Quốc năm 1992.

### San Marino trong thế kỷ XX
Trong Thế chiến thứ nhất, khi Ý tuyên chiến với Đế quốc Áo-Hung ngày 23 tháng 5 năm 1915, San Marino vẫn thái độ trung lập và Ý đã có một cái nhìn thù địch về tính trung lập của San Marino, nghi ngờ rằng San Marino có thể là gián điệp Áo. Ý đã cố gắng để buộc San Marino thành lập một đội quân gọi là Carabinieri và sau đó Ý đã cắt đường dây điện thoại của San Marino khi nước này đã từ chối yêu cầu của Ý. Hai nhóm người gồm 10 tình nguyện viên đã tham gia vào lực lượng quân đội của Ý trong cuộc chiến trên mặt trận Ý, đây là các chiến binh San Marino đầu tiên và lần thứ hai như là một hoạt động quân đoàn y tế một bệnh viện Chữ thập đỏ để cứu chữa cho lính Ý. Sự tồn tại của bệnh viện này sau đó làm cho Đế quốc Áo-Hung đình chỉ quan hệ ngoại giao với San Marino.
Từ năm 1923 đến 1943, San Marino được cai trị bởi đảng phát xít San Marino (PFS).
Trong Thế chiến thứ hai, San Marino vẫn trung lập, dù đã tuyên chiến với Vương quốc Anh ngày 17 tháng 9 năm 1940.
Ba ngày sau sự sụp đổ của Benito Mussolini ở Ý, Mỹ cai trị Ý và San Marino sau sự sụp đổ này và chính phủ mới của San Marino tuyên bố trung lập trong cuộc xung đột. Nhóm phát xít giành lại quyền lực vào ngày 1 tháng 4 năm 1944 nhưng vẫn giữ thái độ trung lập. Mặc dù vậy, vào ngày 26 tháng 6 năm 1944, San Marino đã bị đánh bom bởi quân Hoàng gia Anh, do nhầm lẫn tin rằng San Marino đã bị tàn phá bởi quân Đức và San Marino đã được sử dụng thành nơi để tích lũy đạn dược cho quân Phát xít Đức. Ít nhất 35 người đã thiệt mạng trong hoạt động không kích của không quân Anh. San Marino chấp nhận hàng ngàn người tị nạn dân sự khi các lực lượng Đồng minh đã đi qua vùng Gothic. Trong tháng 9 năm 1944, San Marino đã nhanh chóng bị Đức chiếm đóng, tuy nhiên quân Đức đã bị tấn công bởi lực lượng Đồng Minh ở mặt trận San Marino. Quân Đồng minh rút khỏi San Marino trong thời gian ngắn sau đó.
San Marino đã có một chính phủ cộng sản đầu tiên được bầu dân chủ trên thế giới, từ năm 1945 và năm 1957 và giữa năm 2006 và 2008.
San Marino là quốc gia nhỏ thứ năm thế giới.
San Marino đã trở thành một thành viên của Hội đồng châu Âu vào năm 1988 và của Liên Hợp Quốc vào năm 1992. Nó không phải là một thành viên của Liên minh châu Âu.

## Chính trị
San Marino là nước cộng hòa dân chủ đại diện và đa đảng: với hai vị Nhiếp chính là người đứng đầu của nhà nước và chính phủ, Vị nhiếp chính thứ nhất đứng đầu Chính phủ kiêm nhiệm vị trí Bộ trưởng Ngoại giao, lo về các vấn đề chính trị của đất nước. Vị nhiếp chính thứ hai lãnh đạo Nhà nước. Quyền hành pháp thuộc về chính phủ. Quyền lập pháp thuộc cả chính phủ và Hội đồng nhân dân (quốc hội). Tư pháp độc lập với hành pháp và cơ quan lập pháp.
San Marino ban đầu được dẫn dắt bởi các Arengo, hình thành từ người đứng đầu của mỗi gia đình. Trong thế kỷ XIII, quyền lực đã được trao cho Hội đồng nhân dân. Năm 1243, hai vị nhiếp chính đầu tiên đã được đề cử bởi Hội đồng. Đến năm 2010, phương pháp được đề cử vẫn còn sử dụng.
Cơ quan lập pháp của nền cộng hòa San Marino Hội đồng nhân dân (Consiglio grande e Generale). Hội đồng này là một cơ quan lập pháp đơn viện với 60 thành viên. Có cuộc bầu cử năm năm một lần đại diện tỷ lệ trong tất cả chín huyện hành chính. Các quận, huyện (thị trấn) tương ứng với các giáo xứ cũ của nền cộng hòa.
Công dân từ 18 tuổi trở lên có đủ điều kiện để bỏ phiếu. Bên cạnh pháp luật nói chung, Hội đồng nhân dân còn có quyền phê duyệt ngân sách và bầu các vị nhiếp chính, người đứng đầu Hội đồng nhân dân, Hội đồng 12 người (mà hình thức \ là chi nhánh tư pháp trong cơ quan lập pháp của Hội đồng), các Ủy ban Tư vấn, và Chính phủ Liên hiệp. Hội đồng cũng có quyền phê chuẩn các điều ước quốc tế với các nước khác. Hội đồng được chia thành năm Ủy ban Tư vấn khác nhau bao gồm mười lăm thành viên hội đồng để kiểm tra, đề xuất và thảo luận về việc thực hiện pháp luật mới trên các cuộc đề nghị của Hội đồng.
Mỗi 6 tháng, Hội đồng nhân dân lại bầu hai nhiếp chính là người đứng đầu của nhà nước và chính phủ. Nhiếp chính được lựa chọn từ các bên đối lập để có một sự cân bằng quyền lực giữa các đảng phái. Họ phục vụ một nhiệm kỳ sáu tháng. Lễ tuyên thệ nhậm chức của hai vị nhiếp chính diễn ra vào ngày 1 tháng 4 và ngày 1 tháng 10 hàng năm. Sau khi nhậm chức, công dân có ba ngày để khiếu nại về hoạt động của hai vị nhiếp chính.
San Marino là một nước cộng hòa dân chủ đa đảng. Hai đảng chính là Đảng Dân chủ Kitô giáo San Marino (PDC) và Đảng Xã hội Dân chủ PSD (đảng này một sự hợp nhất của Đảng Xã hội San Marino và Đảng Cộng sản San Marino). Chưa có bất kỳ đảng nào giành thắng lợi tuyệt đối để tự thành lập chính phủ, và hầu hết các chính phủ San Marino được điều hành bởi liên minh giữa hai đảng này. Trong cuộc bầu cử năm 2006, PSD đã giành được 20 ghế trong Hội đồng nhân dân và hiện đang điều chỉnh việc liên minh với đảng Dân chủ Kitô giáo San Marino.
Ý là quốc gia chịu trách nhiệm về quốc phòng và cung cấp các viện trợ về nhiều mặt hàng năm cho San Marino.

## Quân đội
Quân đội San Marino là một trong những lực lượng quân sự nhỏ nhất trên thế giới. Quân đội nước này có các ngành khác nhau với chức năng đa dạng, bao gồm: thực hiện nhiệm vụ nghi lễ, tuần tra biên giới, bảo vệ các tòa nhà chính phủ và cảnh sát hình sự. Cảnh sát không có trong quân đội của San Marino.

### Quân đoàn Crossbow
Mặc dù được xem là trung tâm của quân đội San Marino, nhưng Quân đoàn Crossbow bây giờ chỉ là một lực lượng nghi lễ với khoảng 80 tình nguyện viên. Kể từ 1295, Quân đoàn Crossbow đã cung cấp đội bắn nỏ tại lễ hội. Mặc dù một đơn vị quân sự theo luật định, nhưng ngày nay Quân đoàn Crossbow không có chức năng quân sự.

### Lực lượng Rock
Lực lượng Rock là một đơn vị trong quân đội San Marino, lực lượng này có nhiệm vụ tuần tra biên giới và bảo vệ dân chúng. Trong vai trò của họ như là đội Fortress, họ chịu trách nhiệm về bảo vệ các tòa nhà của chính phủ ở thành phố San Marino. Trong vai trò này họ là lực lượng có thể nhìn thấy hầu hết các khách du lịch, và được biết đến với buổi lễ đầy màu sắc của họ về thay đổi lực lượng Cảnh sát. Theo quy chế năm 1987, Lực lượng Rock được ghi danh là cảnh sát hình sự (ngoài vai trò quân sự của họ) và hỗ trợ cảnh sát điều tra tội phạm. Quân phục thống nhất của Lực lượng Rock là quần màu đỏ đặc biệt và áo màu xanh lá cây.

### Lực lượng bảo vệ Hội đồng nhân dân và nhiếp chính
Lực lượng bảo vệ Hội đồng nhân dân thường được gọi là Lực lượng Cảnh sát của Hội đồng hoặc địa phương quân Guard của nhà quý tộc, được hình thành năm 1740, là một đơn vị tình nguyện với nhiệm vụ nghi lễ. Do màu xanh nổi bật, màu trắng, và đồng phục vàng, nó có lẽ là phần nổi tiếng nhất của quân đội San Marino, và xuất hiện vô số lần trên tấm bưu thiếp của San Marino. Các chức năng của lực lượng này là để bảo vệ Nhiếp chính, để bảo vệ Hội đồng và bảo vệ các phiên họp chính thức của Hội đồng.

### Lực lượng dân quân tự vệ địa phương

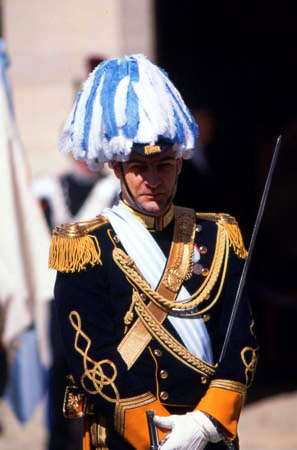
Một người lính thuộc Lực lượng dân quân tự vệ địa phương

Trong thời gian trước đây, tất cả các gia đình San Marino đều phải có hai hay nhiều người thành niên là nam giới được yêu cầu phải ghi danh cho một nửa trong số họ trong Lực lượng dân quân tự vệ địa phương. Đơn vị này vẫn là lực lượng chiến đấu cơ bản của Quân đội San Marino, nhưng phần lớn là nghi lễ. Được trở thành thành viên của lực lượng này là một niềm tự hào dân sự đối với nhiều người San Marino, và tất cả các công dân với ít nhất là sáu năm cư trú ở San Marino mới có thể tham gia lực lượng.
Quân phục thống nhất của Lực lượng dân quân tự vệ địa phương là màu xanh đậm, với một mũ kepi mang chùm lông màu xanh và trắng.

### Lực lượng Ensemble
Lực lượng này chính thức là một phần của quân đội San Marino, và là ban nhạc nghi lễ quân sự của San Marino. Nó bao gồm khoảng 50 nhạc sĩ.

### Lực lượng hiến binh
Được thành lập năm 1842, Lực lượng hiến binh của San Marino là một cơ quan thực thi pháp luật quân sự. Lực lượng hiến binh có trách nhiệm bảo vệ công dân và tài sản, và bảo đảm quyên thực thi pháp luật và an ninh trật tự của quốc gia.

## Địa lý

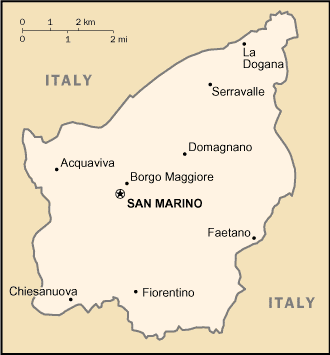
Bản đồ San Marino

Với diện tích 61 km², San Marino là quốc gia nhỏ nằm ở khu vực Nam Âu, và nằm hoàn toàn trong lãnh thổ của Ý. Phía Bắc, Tây và Đông giáp tỉnh Rimini, phía Nam giáp tỉnh Pesaro và Urbino. San Marino nằm gần biển Adriatic phía đông nước Ý. Hầu hết lãnh thổ quốc gia trải dài trên sườn núi Titano.

San Marino có khí hậu Địa Trung Hải với mùa đông ẩm và mát, mùa hè nóng và khô.
| Dữ liệu khí hậu của Borgo Maggiore, San Marino | Dữ liệu khí hậu của Borgo Maggiore, San Marino | Dữ liệu khí hậu của Borgo Maggiore, San Marino | Dữ liệu khí hậu của Borgo Maggiore, San Marino | Dữ liệu khí hậu của Borgo Maggiore, San Marino | Dữ liệu khí hậu của Borgo Maggiore, San Marino | Dữ liệu khí hậu của Borgo Maggiore, San Marino | Dữ liệu khí hậu của Borgo Maggiore, San Marino | Dữ liệu khí hậu của Borgo Maggiore, San Marino | Dữ liệu khí hậu của Borgo Maggiore, San Marino | Dữ liệu khí hậu của Borgo Maggiore, San Marino | Dữ liệu khí hậu của Borgo Maggiore, San Marino | Dữ liệu khí hậu của Borgo Maggiore, San Marino | Dữ liệu khí hậu của Borgo Maggiore, San Marino |
| Tháng                                          | 1                                              | 2                                              | 3                                              | 4                                              | 5                                              | 6                                              | 7                                              | 8                                              | 9                                              | 10                                             | 11                                             | 12                                             | Năm                                            |
| ---------------------------------------------- | ---------------------------------------------- | ---------------------------------------------- | ---------------------------------------------- | ---------------------------------------------- | ---------------------------------------------- | ---------------------------------------------- | ---------------------------------------------- | ---------------------------------------------- | ---------------------------------------------- | ---------------------------------------------- | ---------------------------------------------- | ---------------------------------------------- | ---------------------------------------------- |
| Trung bình ngày tối đa °C (°F)                 | 6.5 (43.7)                                     | 8.0 (46.4)                                     | 12.0 (53.6)                                    | 15.5 (59.9)                                    | 20.5 (68.9)                                    | 25.0 (77.0)                                    | 27.5 (81.5)                                    | 27.5 (81.5)                                    | 24.0 (75.2)                                    | 18.0 (64.4)                                    | 12.0 (53.6)                                    | 7.5 (45.5)                                     | 17.0 (62.6)                                    |
| Trung bình ngày °C (°F)                        | 3.3 (37.9)                                     | 4.5 (40.1)                                     | 8.0 (46.4)                                     | 12.2 (54.0)                                    | 15.8 (60.4)                                    | 20.0 (68.0)                                    | 22.0 (71.6)                                    | 22.0 (71.6)                                    | 19.0 (66.2)                                    | 14.0 (57.2)                                    | 8.7 (47.7)                                     | 4.5 (40.1)                                     | 12.8 (55.1)                                    |
| Tối thiểu trung bình ngày °C (°F)              | 0.0 (32.0)                                     | 1.0 (33.8)                                     | 4.0 (39.2)                                     | 9.0 (48.2)                                     | 11.0 (51.8)                                    | 15.0 (59.0)                                    | 17.5 (63.5)                                    | 17.5 (63.5)                                    | 14.0 (57.2)                                    | 10.0 (50.0)                                    | 5.5 (41.9)                                     | 1.5 (34.7)                                     | 8.8 (47.9)                                     |
| Lượng Giáng thủy trung bình mm (inches)        | 48 (1.9)                                       | 49 (1.9)                                       | 59 (2.3)                                       | 65 (2.6)                                       | 65 (2.6)                                       | 56 (2.2)                                       | 53 (2.1)                                       | 60 (2.4)                                       | 76 (3.0)                                       | 79 (3.1)                                       | 87 (3.4)                                       | 63 (2.5)                                       | 760 (30)                                       |
| Nguồn 1: Weatherspark.com                      |                                                |                                                |                                                |                                                |                                                |                                                |                                                |                                                |                                                |                                                |                                                |                                                |                                                |
| Nguồn 2: climatedata.org (precipitation)       |                                                |                                                |                                                |                                                |                                                |                                                |                                                |                                                |                                                |                                                |                                                |                                                |                                                |

## Hành chính

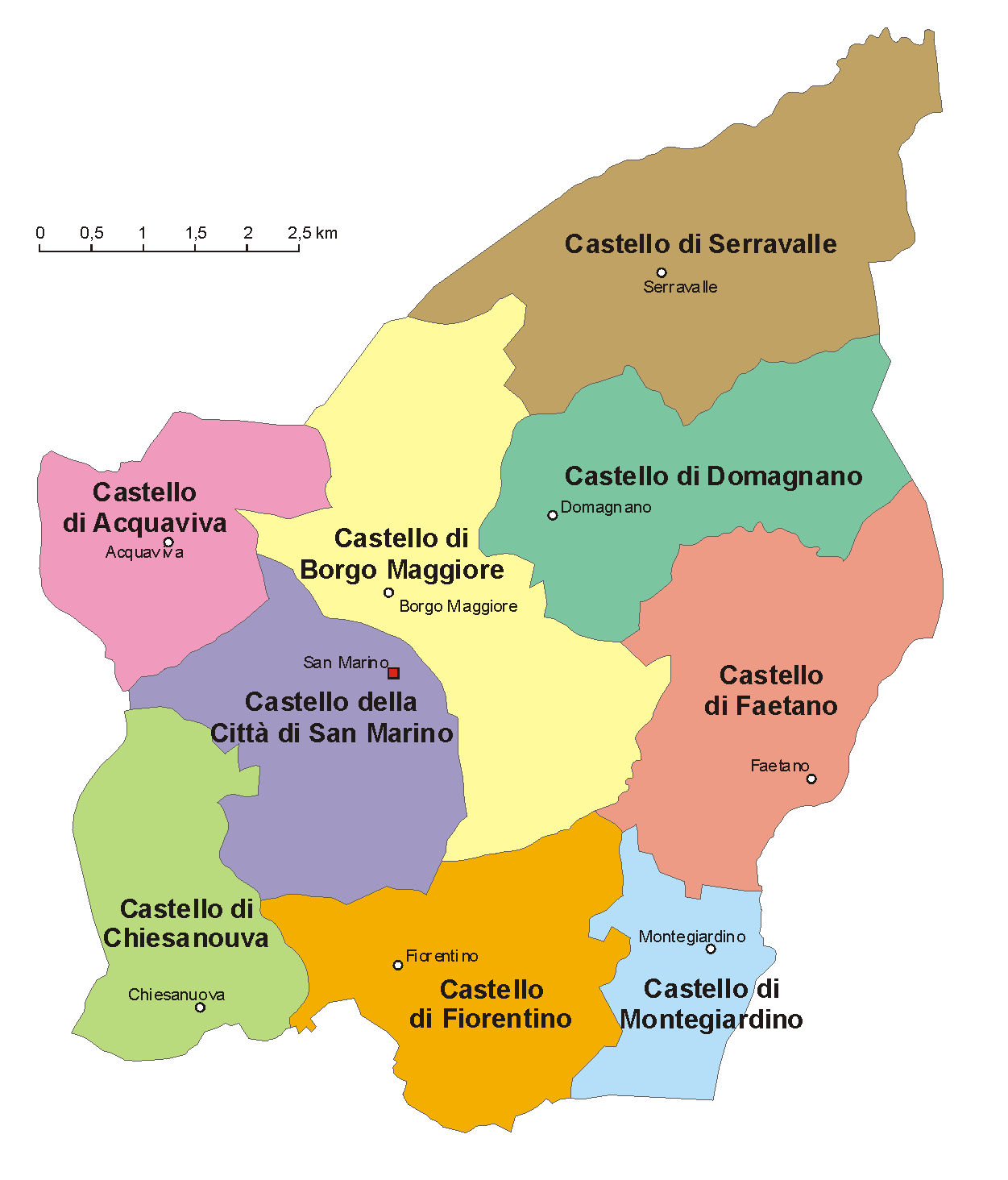
Bản đồ hành chính 9 thành phố của San Marino

San Marino được chia thành 9 thành phố, được biết đến với từ ngữ địa phương là Castelli (có nghĩa là "lâu đài").
Chín thành phố của San Marino là:
- San Marino
- Acquaviva
- Borgo Maggiore
- Chiesanuova
- Domagnano
- Faetano
- Fiorentino
- Montegiardino
- Serravalle

Ngoài 9 thành phố San Marino còn được chia nhỏ thành 43 thôn trong các thành phố là:
Cà Berlone, Cà Chiavello, Cà Giannino, Cà Melone, Cà Ragni, Cà Rigo, Cailungo, Caladino, Calligaria, Canepa, Capanne, Casole, Castellaro, Cerbaiola, Cinque Vie, Confine, Corianino, Crociale, Dogana, Falciano, Fiorina, Galavotto, Gualdicciolo, La Serra, Lesignano, Molarini, Montalbo, Monte Pulito, Murata, Pianacci, Piandivello, Poggio Casalino, Chiesanuova Poggio, Ponte Mellini, Rovereta, San Giovanni sotto le Penne, Santa Mustiola, Spaccio Giannoni, Teglio, Torraccia, Valdragone, Valgiurata và Ventoso.

## Kinh tế
San Marino là nước có nền kinh tế công nghiệp, dịch vụ và du lịch phát triển.
Kinh tế chủ yếu dựa vào nguồn tài nguyên truyền thống (nho, đá xây dựng), phát hành tem thư và nhất là du lịch. Ngành du lịch đóng góp hơn 50% tổng sản phẩm quốc nội của San Marino. Năm 1997, có hơn 3,3 triệu du khách đến San Marino. Các ngành dịch vụ và công nghiệp chính gồm có: ngân hàng, dệt may, điện tử và đồ gốm.
Nông nghiệp chiếm tỷ trọng nhỏ trong nền kinh tế. Các sản phẩm nông nghiệp chính gồm có ngô, lúa mì, nho, ô liu; ngựa, bò, lợn, pho mát, da thuộc.
Tính đến năm 2016, GDP của San Marino đạt 1.556 tỷ USD, đứng thứ 171 thế giới và đứng thứ 46 châu Âu.

## Dân cư - tôn giáo
Tôn giáo tại San Marino (2011)

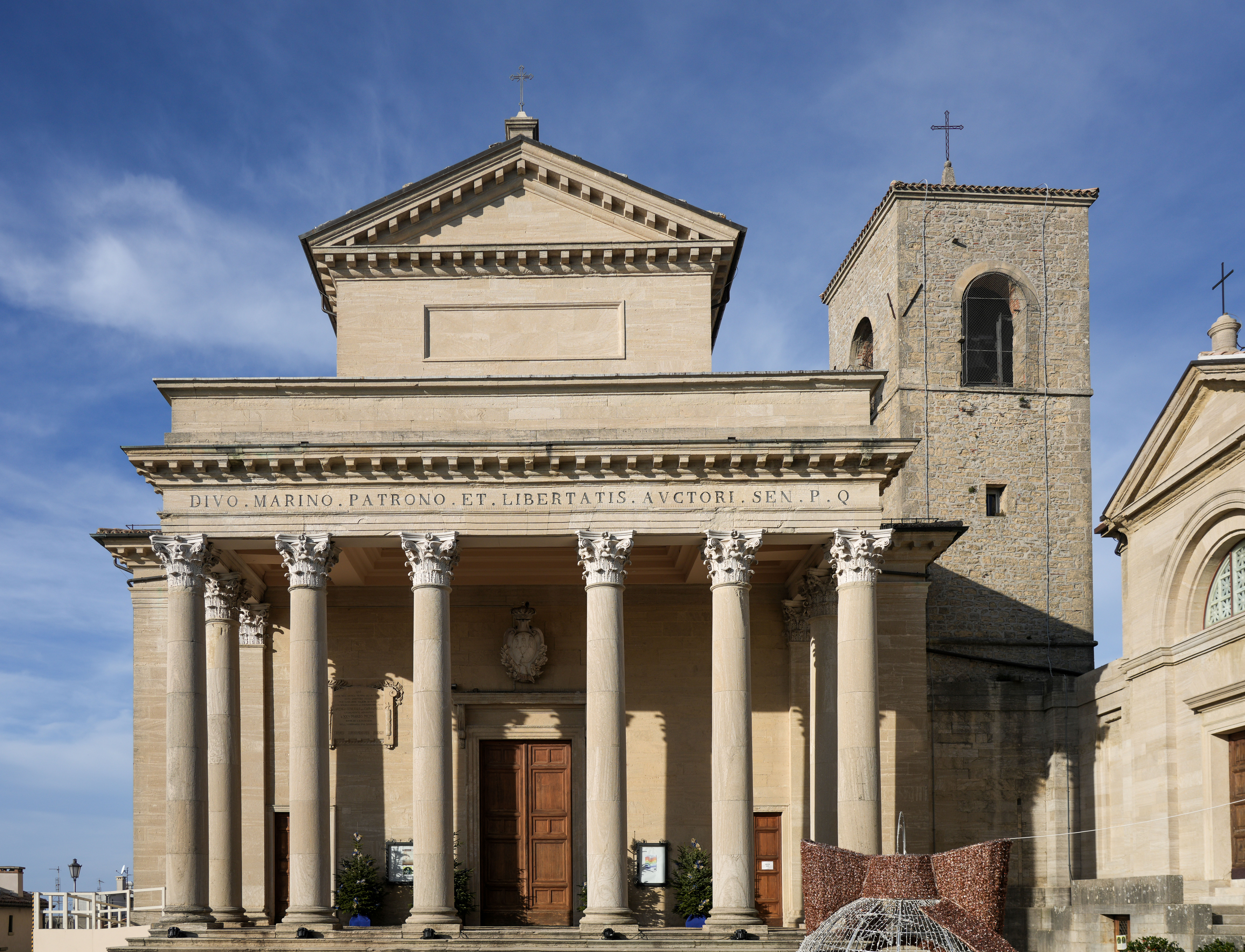
Vương cung thánh đường San Marino

Dân số San Marino hiện nay là khoảng 34.090 người, gồm 2 dân tộc chính là người Sammarin và người Italia. Ngôn ngữ chính thức là tiếng Italia.
San Marino là một nhà nước có đa số dân theo Công giáo Rôma - hơn 97% dân số tuyên xưng đức tin Công giáo Rôma, nhưng nó không phải là tôn giáo của quốc gia. Khoảng một nửa trong số những người xưng là Công giáo thực hành đức tin, không thấy Giám mục ở San Marino. Trong lịch sử, các giáo xứ khác nhau ở San Marino đã được phân chia giữa hai giáo phận Ý, chủ yếu trong giáo phận Montefeltro, và một phần trong giáo phận Rimini. Năm 1977, biên giới giữa Montefeltro và Rimini đã được điều chỉnh để tất cả các giáo xứ ở San Marino tách khỏi giáo phận Montefeltro. Các Giám mục Montefeltro-San Marino nằm ở Pennabilli, Ý.
Tuy nhiên, có một quy định về thuế thu nhập mà đối tượng nộp thuế có quyền yêu cầu phân bổ 0,3% thuế thu nhập của họ với Giáo hội Công giáo Rôma hoặc các tổ chức từ thiện khác. Các nhà thờ khác bao gồm hai giáo phái của Kitô giáo là Giáo hội Waldensian và Nhân Chứng Giê-hô-va.
Sự hiện diện của Do Thái giáo ở San Marino đã có ít nhất là 600 năm qua được đề cập đến đầu tiên bởi người Do Thái ở San Marino cuối thế kỷ XIV, trong các văn bản chính thức có ghi lại các giao dịch kinh doanh của người Do Thái. Có nhiều tài liệu trong suốt thế kỷ XV và thế kỷ XVII mô tả các giao dịch của người Do Thái và xác minh sự hiện diện của một cộng đồng Do Thái ở San Marino. Người Do Thái đã được yêu cầu đeo phù hiệu đặc biệt và sống cách biệt với người Công giáo, nhưng cũng được phép có sự bảo vệ chính thức của chính phủ.

## Giao thông
Có 220 km đường bộ trong cả nước, tuyến đường chính là Xa lộ San Marino. Các nhà chức trách cấp giấy phép cho các phương tiện tư nhân với biển số San Marino đặc biệt, có màu trắng với các hình màu xanh và quốc huy, thường là một chữ cái theo sau là tối đa bốn số. Nhiều xe cũng mang mã nhận dạng xe quốc tế (màu đen trên nhãn dán hình bầu dục màu trắng), đó là "RSM".
Không có sân bay công cộng nào ở San Marino, nhưng có một đường băng tư nhân nhỏ nằm ở Torraccia và một sân bay trực thăng quốc tế nằm ở Borgo Maggiore. Hầu hết khách du lịch đến bằng đường hàng không đều hạ cánh tại Sân bay quốc tế Federico Fellini gần thành phố Rimini, sau đó di chuyển bằng xe buýt.
Có hai con sông chảy qua San Marino, nhưng không có phương tiện giao thông đường thủy chính, và không có bến cảng.